# ري ليوناردو غيريرو
ري ليوناردو غيريرو هو عسكري فلبيني، ولد في 17 ديسمبر 1961.